# Іллінойський інститут технології
Іллінойський інститут технології (англ. Illinois Institute of Technology, скор.IIT) — технічний університет у Чикаго, заснований в 1940 році. Тут навчаються близько 7700 студентів на відділеннях математики, інженерної справи, архітектури, психології, економіки та права. Разом із Массачусетським технологічним інститутом та іншими провідними технічними університетами входить до групи університетів «Association of Independent Technological Universities».

## Історія
Іллінойський інститут технології було засновано в 1940 році шляхом злиття двох інститутів Арморського інституту технології (заснований в 1893 році) та Льюїського інституту (заснований в 1895 році).
Кампус інституту, розташований на півдні Чикаго, був першим великим кампусом у США. Загальну концепцію кампусу й будівлі спланував у 1938 році німецький архітектор Людвіг Міс ван дер Рое. Багато будівель кампусу знаходяться зараз під охороною як пам'ятки неороманської архітектури.

## Видатні особистості, пов'язані з інститутом

### Викладачі
- Леон Мак Ледерман, Нобелівська премія з фізики 1988
- Герберт Саймон, Нобелівська премія з економіки 1978
- Людвіг Міс ван дер Рое — архітектор

### Випускники
- Валдас Адамкус 1960 — Президент Литви
- Мартін Купер 1950 — винахідник мобільного телефону
- Джек Стейнбергер, Нобелівська премія з фізики 1988
- Ґроут Ребер — американський радіоасторном